# Nephrolepis abrupta
Nephrolepis abrupta là một loài dương xỉ trong họ Nephrolepidaceae. Loài này được Bory Mett. mô tả khoa học đầu tiên năm 1856.